# Болото Гумениха
Болото Гумениха — государственный природный заказник регионального значения.

## География
Расположен на северо-востоке Московской области России, в северной части Щёлковского района, в лесном массиве между деревнями Протасово и Воря-Богородское Огудневского сельского поселения. Находится в переходной зоне между Клинско-Дмитровской грядой (являющейся частью Смоленско-Московской возвышенности) и Мещёрской низменностью относящейся к Восточно-Европейской равнине. Заповедник организован на трех кварталах № 46, 52, 55, 65, 66 Воря — Богородского участка Московского учебно — опытного лесничества, границы памятника природы совпадают с границами кварталов.
На территории заказника присутствуют дерново-подзолистые почвы слабоглееватые и смытые, а также дерново — слабо и среднеподзолистые, дерново — сильноподзолистые. Общая площадь особо охраняемой природной территории — 228 га.

## Гидрография
Основная часть заказника представляет собой сильно заболоченное лесное озеро и относится к переходному тростниковому болоту. Болото Гумениха (Говяниха на старых картах) является истоком ручья Окаленка. Ручей также соединяет лесные озера Моховое, Синее (Голубое), Черное (Большое) Воре-Богородской озерной группы и далее с левой стороны впадает в реку Ворю.

## История
Создан Решением исполнительного комитета Московского областного Совета народных депутатов от 22.12.1988 № 1670/37.
Распоряжением министерства экологии и природопользования Московской области от 11.02.2008 № 13-РМ утверждены акты инвентаризации.
Постановлением Правительства Московской области от 11 февраля 2009 года № 106/5 утверждена Схема развития и размещения особо охраняемой природной территории.
Осуществляет федеральный государственный лесной надзор (лесная охрана) Государственное казенное учреждение Московской области «Мособллес».

## Описание
Заказник по типу комплексный, зоологический, гидрологический, является местом гнездования и местом скопления водоплавающих и околоводных птиц во время весенних и осенних миграционных перелетов, местообитанием животных, в том числе занесенных в Красную книгу Московской области, а также является частью воспроизводственного участка Долгоруковского охотхозяйства расположенного в посёлке Огудневского лесничества.

## Красная книга
Тетерев встречающийся в заказнике занесен в список редких уязвимых таксонов, которые нуждаются в постоянном контроле и наблюдении Красной книги Московской области, а также в Красном списке угрожаемых видов МСОП.